# Абдуллин, Нигматулла Тухбатуллович
Нигматулла Тухбатуллович Абдуллин (тат. Нигъмәтулла Төхфәтулла улы Габдуллин; 23 мая 1937 — 8 мая 2021) — советский рабочий, новатор в строительстве, монтажник, плотник-бетонщик. Герой Социалистического Труда (1981), Почётный гражданин города Набережные Челны (1999).

## Биография
Родился 23 мая 1937 года в деревнеКазаклар, Челнинский район Татарской АССР.
В 1955 году поступил работать на Воткинский машиностроительный завод.
В 1966 году окончил Воткинский машиностроительный техникум.
В 1970 году становится бригадиром комплексной бригады СМУ-24 Управления строительства «Металлургстрой» ПО «Камгэсэнергострой». Работая строителем, принимал участие в строительстве Нижнекамской ГЭС (высотная подпорная стена шлюзов, 5-я секция гидростанции), заводов по ремонту двигателей и запчастей, фундаментов высокого залегания литейного завода ПО «КамАЗ».
В 1987 году, окончив Нижнекамский энергостроительный техникум, назначается прорабом, а затем главным инженером совхоза «Котловский» Елабужского района.
С 1992 по 1998 год работал главным инженером ПФК «Янус» (Набережные Челны).
Умер 8 мая 2021 года.

## Награды и звания
В 1981 году был награждён званием Героя Социалистического Труда, за выдающиеся успехи при сооружении 2-й очереди и освоении мощностей КамАЗа. Бригада Абдуллина выполнила задание 10-й пятилетки (1976—1980) за три года и 9 месяцев, а сам бригадир выполнил 7 годовых норм. Также Абдуллин был награждён двумя орденами Ленина, орденом «Знак Почёта» и медалями.
В 1999 году был избран почётным гражданином города Набережные Челны.

## Память
В 1978 году в Казани вышла книга Р. Валеева «Точка опоры» (тат. «Таяну ноктасы»), посвящённая бригаде Абдуллина.